# Amfoterita
Amfoterita (z řec. amfoteron, obojí zároveň) je schopnost některých prvků a jejich sloučenin reagovat jak s kyselinami, tak s hydroxidy. Při reakcích s kyselinami vznikají obvykle jednoduché soli a při reakcích s hydroxidy vznikají komplexní sloučeniny. Amfoterní látky jsou také sloučeniny, které mají v molekule jak kyselou, tak zásaditou funkční skupinu (například aminokyseliny), ale i sloučeniny s jednou funkční skupinou (tou může být mimo jiné hydroxyl). Mezi amfoterní sloučeniny patří například oxid zinečnatý, hydroxid zinečnatý, oxid hlinitý a hydroxid hlinitý.

## Příklady
Zn(OH)2 + 2 HCl → ZnCl2 + 2 H2O
Zn(OH)2 + 2 NaOH → Na2[Zn(OH)4]